# François Dauverné
François Georges Auguste Dauverné (Parigi, 16 febbraio 1799 – Parigi, 4 novembre 1874) è stato un trombettista francese.
Fu il primo professore di tromba moderna al Conservatorio di Parigi, maestro di Jean Baptiste Arban e autore di numerosi testi didattici sulla tromba ancora oggi diffusi e praticati.

## Biografia
All'età di 15 anni era già trombettista nel Corpo delle Guardie dei Re di Francia, per passare poi nell'Orchestra dell'Accademia Reale di Musica.
Nel 1826, il giovane Dauverné entrò in possesso di una tromba tedesca in Fa dotata di pistoni, inventati solo pochi anni prima, che costituirono una vera rivoluzione nel campo degli ottoni. 
Egli si rese conto immediatamente delle potenzialità di questo nuovo strumento musicale, tanto che collaborò subito con vari costruttori per costruire esemplari migliori.
Dauvernè è generalmente considerato il primo ad avere eseguito in pubblico alcuni brani con la nuova tromba a pistoni, nel 1827. 
La sua opera di diffusione influenzò anche importanti compositori quali Berlioz e Rossini, i quali inserirono il nuovo strumento nelle loro composizioni, rispettivamente nell'ouverture Waverley (1827) e nel Guglielmo Tell (1829).
Nel 1835 il Conservatorio di Parigi inaugurò la prima classe di Tromba: il primo professore fu proprio Dauverné, che vi rimase sino al 1869.
Di quegli anni sono ben noti i suoi morceaux de concours (i brani richiesti negli esami), di solito composti dagli stessi docenti i quali vi rispecchiano gli ultimi sviluppi del loro strumento e le loro preferenze stilistiche.
In particolare Dauvernè creò dal nulla un intero repertorio, dal 1833 (il primo anno in cui la tromba fu inclusa negli esami in qualità di strumento solo), fino al 1869.
Tra i suoi studenti, i più famosi furono Jean Baptiste Arban che entrò nella sua classe nel 1841; Jules-Henry Louis Cerclerier (1823-1897), che divenne suo successore alla cattedra di Tromba del Conservatorio, e Louis Antonie Saint-Jacome (1830-1898), che pubblicò un metodo per tromba nel 1870.
Si ritirò dall'insegnamento il 1º gennaio 1869 e morì a Parigi il 4 novembre 1874.

## Metodi
Dauverné pubblicò parecchi metodi di studio:
- Theorie ou tabulature de la trompette à pistons (Paris, 1827-1828)
- Methode de trompette à pistons (Paris, 1834-1835)
- Méthode théorique & pratique du cornet à pistons ou cylindres. (Paris, Henry Lemoine, 1846)
- Méthode pour la trompette (Paris, 1857)

In particolare, l'ultimo metodo contiene una storia dettagliata della tromba dall'antichità sino alla metà del XIX secolo, oltre a contenere insegnamenti su tutti i tipi di trombe, da quella naturale, alla slide trumpet, sino all'ultima nata, la tromba a pistoni.